# بوست تراك
بوست تراك (بالإنجليزية: PostTrak) خدمة مقرها الولايات المتحدة تستطلع آراء جماهير الأفلام لاستوديوهات الأفلام

## تاريخ الخدمة
تجري الخدمة استطلاعات الرأي في أفضل 20 سوقًا في الولايات المتحدة وكندا باستخدام بطاقات الاقتراع والأكشاك الإلكترونية. يجمع تقرير «بوست تراك» الخاص بفيلم:
1. التركيب الديموغرافي (التركيب السكاني)
2. الآراء حول الفيلم
3. الانطباع عن تسويق الفيلم
4. وقت شراء التذاكر
5. خطط شراء الفيلم أو استئجاره على وسائل الإعلام المنزلية.

قام كيفن جويتز بتصميم الخدمة، وهو المؤسس والرئيس التنفيذي لشركة «سكرين انجين» (أفضل مورد موجه نحو العميل لأبحاث ومعلومات التسويق).
أطلقت شركة سكرين انجين وشركة رنت تراك (شركة عالمية للأبحاث والقياسات الإعلامية تخدم صناعة الترفيه، وتوفر بيانات شباك التذاكر للاستوديوهات) خدمة «بوست تراك» في عام 2013.
تركز «بوست تراك» على الإصدارات الواسعة واستطلاعات الرأي للجماهير عبر 20 سوقًا في الولايات المتحدة وكندا، حيث ركزت الخدمات السابقة على ثلاثة أو أربعة أسواق. اشتركت معظم الاستوديوهات الستة الكبرى في الخدمة، بالإضافة إلى العديد من الموزعين. كتبت صحيفة هوليوود ريبورتر في عام 2013 أن شركة استطلاعات الرأي «سينما سكور» قد احتكرت صناعة السينما لمدة ثلاثة عقود لكنها تلقت انتقادات «لاعتمادها على تقنيات استطلاعات قديمة وعينة محدودة للغاية» وسوف تطعن عليها «بوست تراك».
أثناء استطلاعات «سينما سكور» على مقياس (+A) إلى (F)، تخصص «بوست تراك» نسبة نقاط إيجابية على مقياس من 1 إلى 100، من بين ردود أفعال أخرى، مثل مدى احتمالية أن يوصي أحد أعضاء الجمهور بالفيلم لصديق.

## وصلات خارجية
- بوست تراك على موقع comscore
- بوست تراك على موقع rentrak
- بوست تراك على موقع hollywoodreporter